# Vadu Moților
Vadu Moților (anciennement : Săcătura ou Vadul Moților, en hongrois : Aranyosvágás, en allemand : Goldenau) est une commune du județ d'Alba, Roumanie qui compte 1 348 habitants.
La commune est composée de douze villages : Bodești, Burzești, Dealu Frumos, Lăzești, Necșești, Poduri-Bricești, Popeștii de Jos, Popeștii de Sus, Tomuțești, Toțești, Vadu Moților et Vâltori.

## Démographie
D'après le recensement de 2011, la commune compte 1 348 habitants, en forte baisse par rapport au recensement de 2002 où elle en comptait 1 558.
Lors de ce recensement de 2011, 96,22 % de la population se déclare roumaine (3,71 % ne déclare pas d'appartenance ethnique).

## Politique
| Période                                  | Période  | Identité      | Étiquette | Qualité |
| ---------------------------------------- | -------- | ------------- | --------- | ------- |
| Les données manquantes sont à compléter. |          |               |           |         |
| 2008                                     | En cours | Nicolae Lazea | PNL       |         |

| Parti | Parti                                      | Sièges |
| ----- | ------------------------------------------ | ------ |
|       | Parti social-démocrate (PSD)               | 5      |
|       | Parti national libéral (PNL)               | 1      |
|       | Alliance des libéraux et démocrates (ALDE) | 1      |
|       | Parti Mouvement populaire (PMP)            | 1      |
|       | Parti social roumain (ro)                  | 1      |